# 索厄島 (內赫布里底群島)

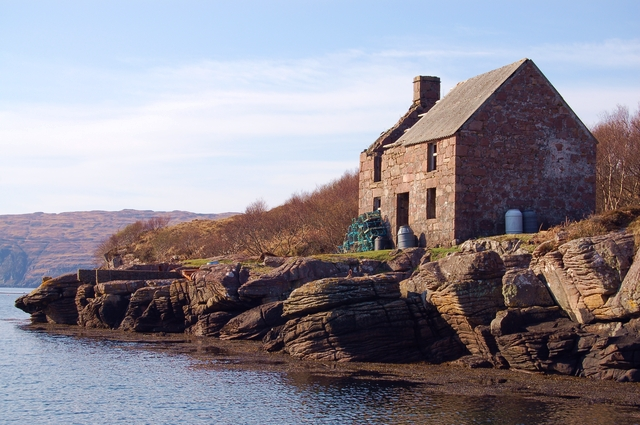

索厄島（英語：Island of Soay）是蘇格蘭的島嶼，位於斯凱島以南的大西洋海域，屬於內赫布里底群島的一部分，面積10.4平方公里，最高點海拔高度141米，2001年人口僅7人。
57°9′0″N 6°13′48″W / 57.15000°N 6.23000°W